# 하노버 음악연극미디어대학교
하노버 음악연극미디어대학교는 독일 니더작센주 하노버에 있는 대학교이다. 약 1300명의 학생이 음악가, 배우, 음악교사, 음악 및 미디어학 등 20여가지의 전공분야에서 공부하고 있다. 다른 독일의 예술대학과 다르게 박사학위 및 교수자격을 줄 수 있는 권한을 가지고 있다.